# Hyalurga choma
Hyalurga choma là một loài bướm đêm thuộc phân họ Arctiinae, họ Erebidae.